# Eurycantha portentosa
Eurycantha portentosa är en insektsart som beskrevs av Kirby 1904. Eurycantha portentosa ingår i släktet Eurycantha och familjen Phasmatidae. Inga underarter finns listade i Catalogue of Life.